# Floyd County, Georgia
Floyd County är ett administrativt område i delstaten Georgia, USA,. År 2010 hade countyt 96 317 invånare.  Den administrativa huvudorten (county seat) är Rome.

## Geografi
Enligt United States Census Bureau har countyt en total area på 1 343 km². 1 329 km² av den arean är land och 14 km² är vatten.

### Angränsande countyn
- Fulton County - nord
- Clayton County - öst
- Spalding County - syd
- Coweta County - väst